# Station Sèvres - Ville-d'Avray
Station Sèvres - Ville-d'Avray is een spoorwegstation aan de spoorlijn Paris-Saint-Lazare - Versailles-Rive-Droite. Het ligt in de Franse gemeente Sèvres in het departement Hauts-de-Seine (Île-de-France).

## Geschiedenis
Het station werd op 12 september 1839 geopend door de Chemin de fer de Paris à Saint-Cloud et Versailles bij de opening van de spoorlijn Paris-Saint-Lazare - Versailles-Rive-Droite. Sinds zijn oprichting is het station eigendom van de Société nationale des chemins de fer français (SNCF).

## Ligging
Het station ligt op kilometerpunt 16,583 van de spoorlijn Paris-Saint-Lazare - Versailles-Rive-Droite.

## Diensten
Het station wordt aangedaan door treinen van Transilien lijn L tussen Paris-Saint-Lazare en Versailles-Rive-Droite.

## Vorig en volgend station
| Richting               | Vorig station        | Lijn    | Volgend station | Richting           |
| ---------------------- | -------------------- | ------- | --------------- | ------------------ |
| Versailles-Rive-Droite | Chaville-Rive-Droite | Trans L | Saint-Cloud     | Paris-Saint-Lazare |
| La Verrière            | Chaville-Rive-Droite | Trans U | Saint-Cloud     | La Défense         |